# Coleophora afghana
Coleophora afghana é uma espécie de mariposa do gênero Coleophora pertencente à família Coleophoridae.